# Mahmoud Bayati
Mahmoud Bayati (en persa: محمود بیاتی‎; 22 de marzo de 1928-2 de diciembre de 2022) fue un futbolista y entrenador de fútbol iraní que jugaba en la posición de delantero.

## Carrera

### Club
Jugó toda su carrera con el Taj de 1949 a 1960 con el que ganó tres títulos provinciales en los años 1950 además de dos subcampeonatos.

### Selección nacional
Jugó para Irán en siete ocasiones entre 1950 y 1959 donde no pudo anotar goles, logrando el subcampeonato en los Juegos Asiáticos de 1951.

### Entrenador
Dirigió al Taj en la temporada de 1966/67, y en 1967 se hace cargo de la selección nacional, con la que gana la Copa Asiática 1968 ganando todos los partidos, pero renunciaría un año después como protesta contra el entonces presidente de la Federación de Fútbol de Irán. Retomaría el cargo en 1972, llevando a la selección nacional a los Juegos Olímpicos de Múnich 1972, pero sería destituido por no clasificar a Alemania 1974.

## Logros

### Jugador
Taj
- Liga Provincial de Teherán (3): 1955–56, 1957–58, 1959–60

Irán
- Asian Games

- : 1951

### Entrenador
Irán
- AFC Asian Cup (1): 1968